# Bargemon
Bargemon település Franciaországban, Var megyében. Lakosainak száma 1434 fő (2022. január 1.). Bargemon Comps-sur-Artuby, Claviers, Callas, Montferrat és Seillans községekkel határos.

## Népesség
A település népességének változása:
| Lakosok száma | 1539 | 1429 | 1396 | 1365 | 1349 | 1334 | 1367 | 1401 | 1434 |
|               | 2013 | 2015 | 2016 | 2017 | 2018 | 2019 | 2020 | 2021 | 2022 |